# 2MASS J17054834-0516462
2MASS J17054834-0516462 ist ein L-Zwerg im Sternbild Schlangenträger. Er wurde 2004 von Tim R. Kendall et al. entdeckt.